# Blues to the Bone
Blues to the Bone — студійний альбом американської співачки Етти Джеймс, випущений у 2004 році лейблом RCA Victor. 2005 року альбом був удостоєний премії «Греммі».

## Про альбом
Етта Джеймс працювала у різних жанрах та напрямках упродовж своєї кар'єри: вона співала госпел, ритм-енд-блюз, соул, джаз і навіть рок-н-рол, однак завжди залишалась прихильницею блюзової музики. На цьому альбомі Джеймс виконує блюзові стандарти та хіти, зокрема «Crawling King Snake» Джона Лі Гукера, «Dust My Broom» Роберта Джонсона і «Smokestack Lightning» Хауліна Вульфа, а їй акомпанує блюзове комбо, у складі якого її сини Донто і Саметто Джеймси.
Альбом посів 4-е місце в чарті Top Blues журналу Billboard. 2005 року альбом був удостоєний премії «Греммі» (в категорії «Найкращий альбом традиційного блюзу».

## Список композицій
1. «I Got My Mojo Working» (Престон Фостер) — 3:34
2. «Don't Start Me to Talking» (Сонні Бой Вільямсон II) — 2:52
3. «Hush Hush» (Джиммі Рід) — 3:34
4. «Lil' Red Rooster» (Віллі Діксон) — 3:54
5. «That's All Right» (Джиммі Роджерс) — 3:42
6. «Crawlin' King Snake» (Бернард Бесмен, Джон Лі Гукер) — 5:32
7. «Dust My Broom» (Роберт Джонсон) — 3:35
8. «The Sky Is Crying» (Морган Робінсон, Кларенс Льюїс, Елмор Джеймс) — 3:59
9. «Smokestack Lightning» (Честер «Хаулін Вульф» Бернетт) — 6:50
10. «You Shook Me» (Дж. Б. Ленор, Віллі Діксон) — 3:51
11. «Driving Wheel» (Рузвельт Сайкс) — 2:59
12. «Honey, Don't Tear My Clothes» (Сем «Лайтнін» Гопкінс) — 3:31

## Учасники запису
- Етта Джеймс — вокал
- Джон «Джук» Логан — губна гармоніка (1—5, 7, 9—11)
- Джош Склер — гітара (1—3, 6, 7, 9—12), добро (4, 11, 12)
- Боббі Мюррей — гітара (1—5, 7, 10, 11)
- Браєн Рей — слайд-гітара (5), гітара (8)
- Саметто Джеймс — бас-гітара (1—7, 9—11)
- Донто Джеймс — ударні (1—5, 7, 10, 11), перкусія (1, 9)

Технічний персонал
- Донто Джеймс, Етта Джеймс, Джош Склер, Саметто Джеймс — продюсер
- Донто Джеймс — інженер
- Саметто Джеймс — асистент інженера
- Генк Вільямс — мастеринг